# Kamba (Ethnie)

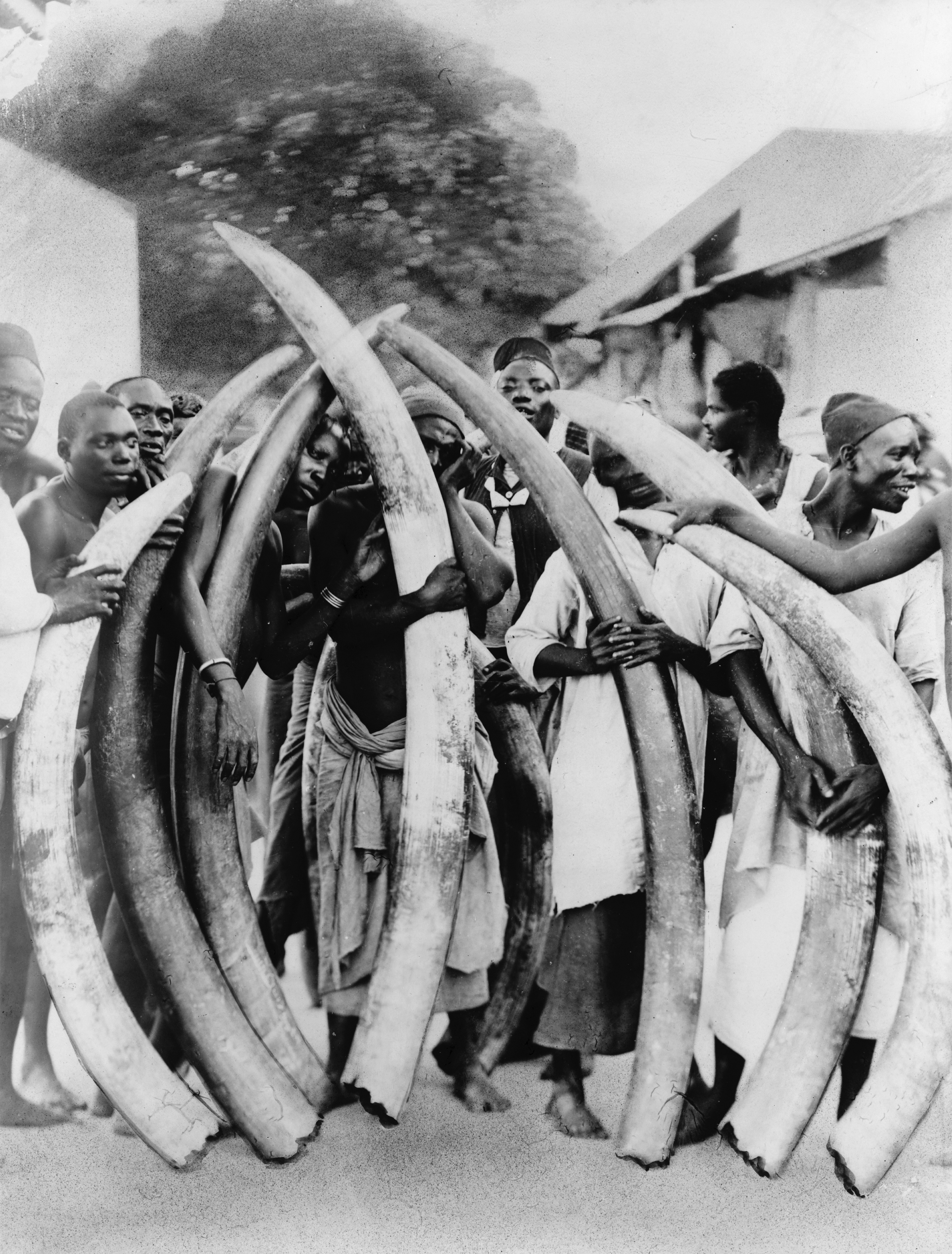
Karawanenträger mit Elfenbein an der ostafrikanischen Küste, ca. 1890

Die Kamba oder Akamba sind eine bantusprachige Volksgruppe und leben in den halbtrockenen Gebieten der Ostprovinz Kenias. Ihr Siedlungsgebiet erstreckt sich von Nairobi bis Tsavo. Im Norden reicht ihr Gebiet bis Embu, im Süden bis zur tansanischen Grenze. Dieses Land wird als Ukambani, das Land der Kamba, bezeichnet.
Sie sind mit elf Prozent der Bevölkerung die fünftgrößte Volksgruppe in Kenia. Die Sprache der Kamba heißt Kikamba. Ihre Religion bis zur Kolonialzeit war monotheistisch mit einem Gott namens Ngai.

## Geschichte
Nach heutigen Kenntnissen wanderten die Kamba um 1500 aus dem Gebiet des Kilimandscharo Richtung Norden. Um 1600 hatten sie ein Kerngebiet in der Gegend des heutigen Machakos besiedelt. Von hier breiteten sie sich Richtung Osten und Nordosten aus. Das heutige Ukamba wird von ihnen seit ca. 1750 bewohnt. Bis dahin lebten die dezentral organisierten Gemeinschaften von der Landwirtschaft, Viehwirtschaft und als Jäger. Darüber hinaus handelten sie untereinander sowie mit den benachbarten Gruppen mit Lebensmitteln, Metallwerkzeugen, Elfenbeinschmuck, Heilkräutern, Wildfleisch und heiligen Gegenständen, wie bestimmten Steinen oder Giften.

## Die Entwicklung zum Handelsvolk

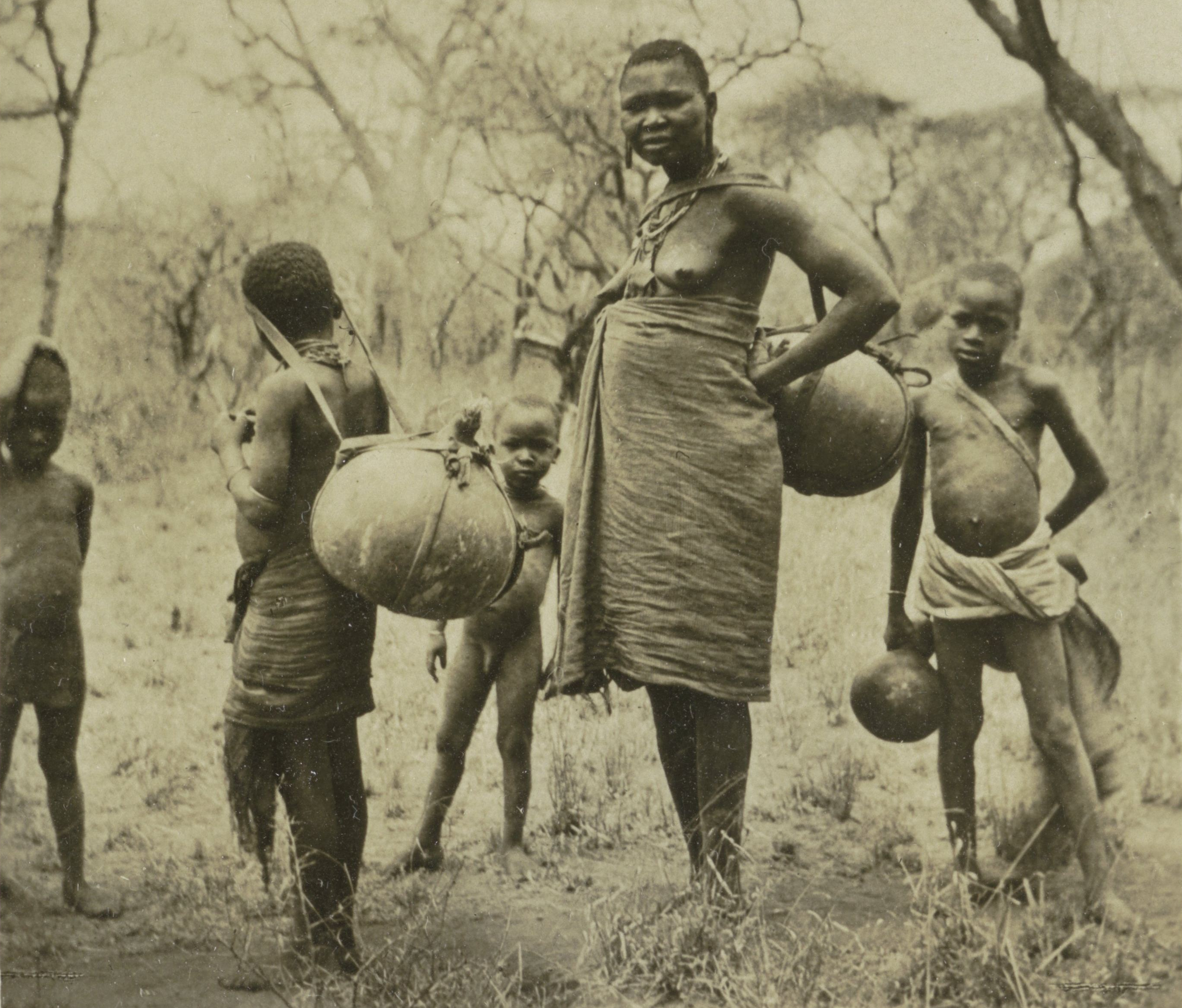
Kambafrau mit Kindern beim Wasserholen (zwischen 1898 und 1935)

Gegen Ende des 18. Jahrhunderts begannen die Kamba, ihre geographische Lage auch zum Handel zwischen den Küstenhändlern und den Völkern im Inneren zu nutzen. Mehr und mehr spezialisierten sie sich auf den Handel mit Elfenbein. Die Jagd, die zuvor vor allem zur Versorgung mit Wildfleisch gedient hatte, entwickelte sich zur Elfenbeinproduktion. Zwischen 1800 und 1850 waren die Kamba die wichtigsten Elfenbeinlieferanten für die Städte Malindi und Mombasa an der Swahiliküste. Von dort wurde das Elfenbein über den sansibarischen Markt verkauft.
Nachdem die Elefantenpopulationen im Ukamba drastisch abgenommen hatte, organisierten die Kamba große Jagdunternehmungen zum Mount Kenya, um für weiteren Nachschub zu sorgen. Außerdem regten sie die Elefantenjagd im Inneren an, indem sie Elfenbein von den Völkern in Zentralkenia, wie den Kikuyu, den Meru und den Okiek, aufkauften. In Karawanen von mitunter mehreren hundert Personen wurde das Elfenbein an die Küste transportiert. Es gab aber auch kleinere Familienunternehmen, die kleine Karawanen ausstatteten.
Da die Regionen weiter südlich von den Massai beherrscht wurden, hielten die Kamba eine Schlüsselstellung im Elfenbeinhandel. Karawanen von der Küste wagten es nicht, das von den Massai dominierte Gebiet zu durchqueren, und mussten daher die Ware von den Kamba abnehmen.
Unter den Kamba bildeten sich große Händlerfamilien heraus, die Karawanen zur Küste und in die Jagdgebiete organisierte. Der deutsche Missionar Johann Ludwig Krapf war unter anderem mit einem der berühmtesten und einflussreichsten Kamba-Elfenbeinhändler namens Kiwoi bekannt, der bei ihrer gemeinsamen Reise zum Mount Kenia von Räubern getötet wurde.

## Der Verlust der Monopolstellung im Elfenbeinhandel
Nachdem der Einfluss der Massai ab Mitte des 19. Jahrhunderts abgenommen hatte, reisten zunehmend swahilische Karawanen ins Innere und kauften das Elfenbein selbst auf. Das war ein Grund, warum der Einfluss der Kamba im Elfenbeinhandel schnell abnahm. Ein weiterer war die Tatsache, dass durch die enormen Jagdaktivitäten die Elefanten in Ukamba immer seltener wurden.
Dennoch blieben die Kamba im Handel aktiv. Sie arbeiteten weiterhin als Träger und militärischer Schutz für die Küstenhändler und hatten eine wichtige Position in der Versorgung der durchreisenden Karawanen mit Lebensmitteln.

## Frühe Kolonialzeit
Nachdem die Imperial British East Africa Company (IBEA) die Verwaltung des britischen Protektorats Ostafrika übernommen hatte, gehörten die Kamba zur ersten Gruppe, die von den Folgen betroffen waren. In ihrem Kerngebiet wurde die Station Machakos errichtet, die für die Versorgung der durchreisenden Karawanen der IBEA verantwortlich war. Die Lebensmittel wurden zum Teil von der umliegenden Bevölkerung gekauft, zum großen Teil auch in sogenannten Strafexpeditionen konfisziert.
Viele Kamba traten als militärische Unterstützung in den Dienst der IBEA, sie galten als kampfgeübt, mutig und kriegerisch. Auch in dem 1902 von der Kolonialverwaltung aufgestellten Infanterieregiment King’s African Rifles tat ein verhältnismäßig hoher Anteil von Kamba Dienst.
In den Zeiten des Kolonialismus leisteten die Kamba meistens nur friedlichen Widerstand.

## Kamba-Schnitzkunst

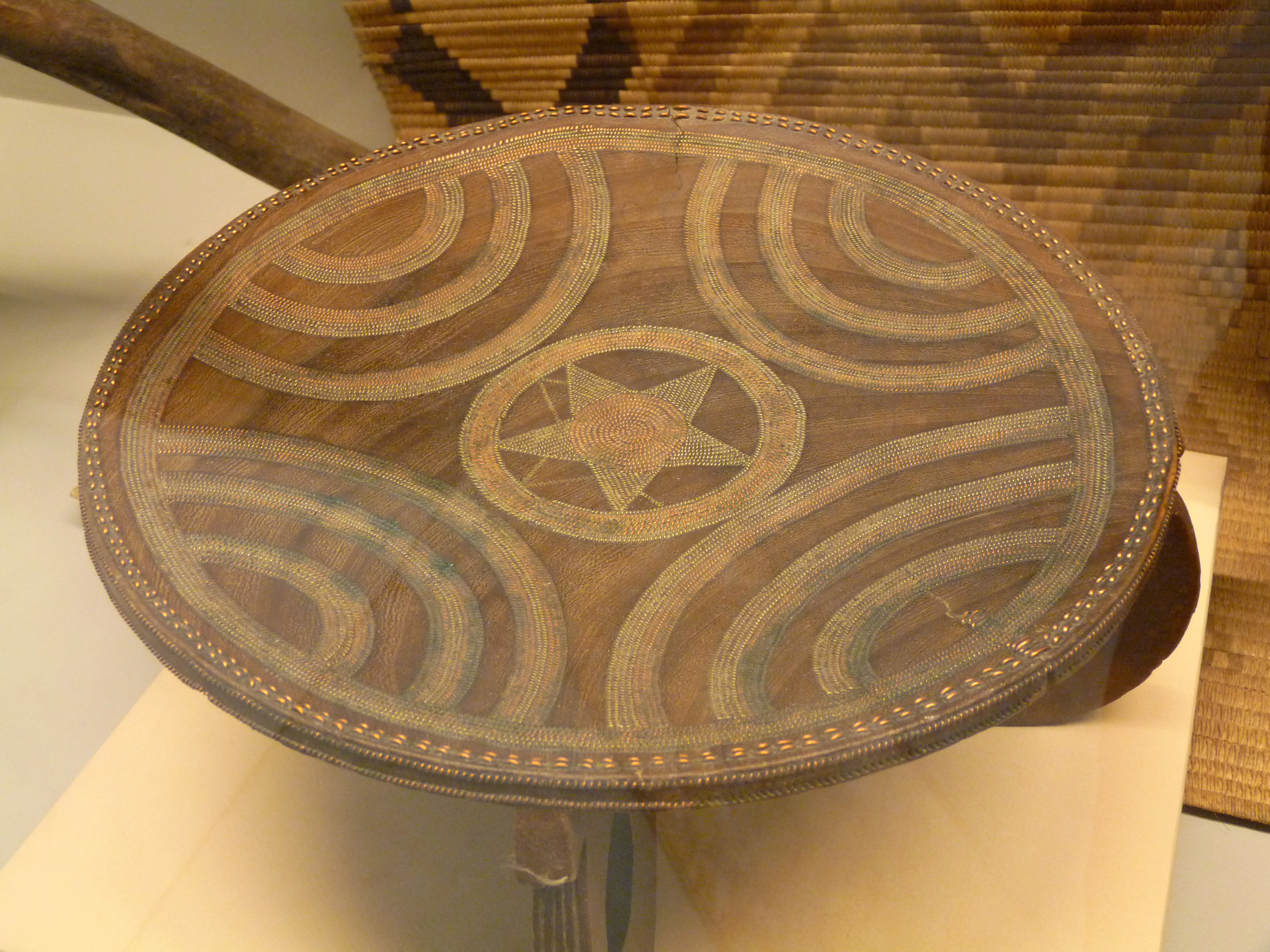
Geschnitzter Hocker der Kamba (Königliches Museum für Zentral-Afrika)

Bereits in vorkolonialer Zeit gehörten geschnitzte Gegenstände aus Holz und Elfenbein zu den Gütern, die im Kamba-Gebiet hergestellt wurden und durch sie in den Handel gelangten. Dabei handelte es sich unter anderem um Löffel, Stühle, Schnupftabakdosen, Axt- und Messergriffe sowie sakrale Stäbe für Zeremonien.
Nach dem Ersten Weltkrieg entwickelte Mutisya Munge, ein junger Kamba, eine neue Form der Figurenschnitzerei. Dabei verarbeitete er seine Kriegs-Erlebnisse als Angehöriger des Carrier Corps in Tanganjika. Die meisten seiner Figuren stellten afrikanische Kriegsteilnehmer, Träger oder Askaris, in der deutschen und britischen Armee dar. Diese Figuren wurden bei europäischen Besuchern als Mitbringsel sehr beliebt. Die Schnitzerei entwickelte sich rasch zu einem Familienunternehmen und wurde nach dem Zweiten Weltkrieg zu einem Kunst- und Wirtschaftszweig für viele Kamba.
Heute stehen sie als Kamba-Schnitzereien in vielen Kunstgewerbe- und Souvenirgeschäften in Kenia. Sie stellen inzwischen keine Kriegsteilnehmer mehr dar, sondern in der Regel Massai-Krieger, barbusige Frauen oder Angehörige anderer populärer ethnischer Gruppen.